# 格勒米伊
格勒米伊（法語：Gremilly，法語發音：[ɡʁəmiji]）是法国默兹省的一个市镇，属于凡尔登区。

## 地理
格勒米伊（49°16'37"N, 5°28'37"E）面积17.81 平方千米，位于法国大東部大區默兹省，该省份为法国西北部内陆省份，北与比利时接壤，西接马恩省和阿登省，南至上马恩省和孚日省，东临默尔特-摩泽尔省。
与格勒米伊接壤的市镇（或旧市镇、城区）包括：阿扎讷和苏马扎讷、比伊苏芒日耶讷、然克雷、卢瓦松、奥恩河畔莫库尔、奥尔讷。

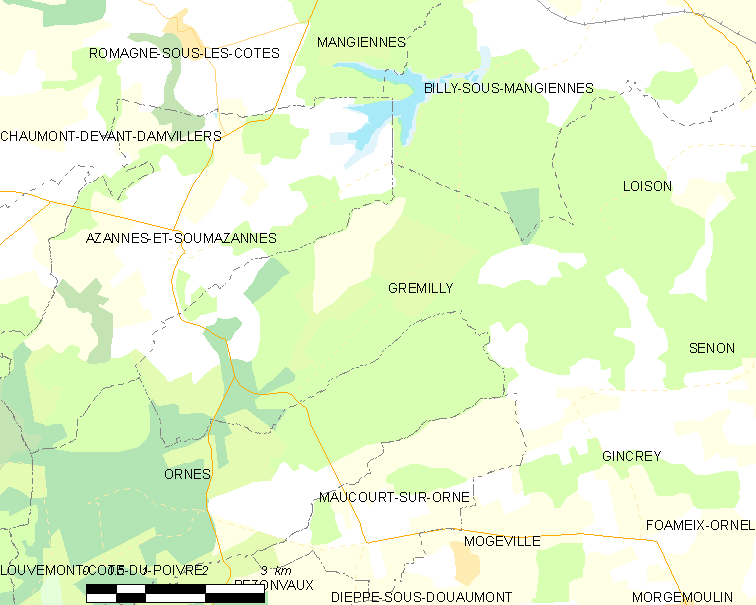
格勒米伊的OSM定位图

格勒米伊的时区为UTC+01:00、UTC+02:00（夏令时）。

## 行政
格勒米伊的邮政编码为55150，INSEE市镇编码为55218。

## 政治
格勒米伊所属的省级选区为蒙梅迪县。

## 人口

1962-2008年间格勒米伊人口变化图示

格勒米伊于2022年1月1日时的人口数量为44人。